# Anapodisma qingyuan
Anapodisma qingyuan är en insektsart som först beskrevs av Ren, Bingzhong, Fengling Zhang och Y. Cao 1995.  Anapodisma qingyuan ingår i släktet Anapodisma och familjen gräshoppor. Inga underarter finns listade i Catalogue of Life.